# John C. Funch
John Christian Funch (* 23. August 1852 in Brooklyn im Bundesstaat New York; † 23. Januar 1935 auf Gut Loy, Gemeinde Rastede) war deutscher Agronom, Gutsbesitzer, oldenburgischer Kammerpräsident und Oldenburgischer Landtagsabgeordneter.

## Leben

### Herkunft und frühe Jahre
Funch entstammte einer dänischen Pastoren-Familie. Der Großvater kam ursprünglich aus Bornholm und lebte später in Kopenhagen. Sein Vater Christian Friedrich Funch war als Schiffsmakler und Shipowner tätig und ging zusammen mit seinem Partner Edy um 1850 nach New York, um an der Entwicklung der neuen Welt teilzuhaben. Geboren 1852 in den Vereinigten Staaten kam John nach dem frühen Tod seiner Mutter Sophie Antoniette Henriette geb. Marts im Alter von fünf Jahren zu seiner Tante nach Hamburg, wo er heranwuchs.
Als Schüler des Gymnasiums im damals zu Dänemark gehörenden Altona begeisterte sich Funch während des Deutsch-Dänischen Krieges 1864 für die deutsche Seite und geriet deshalb in Konflikt mit den väterlichen Verwandten in Dänemark.
Nach einer landwirtschaftlichen Ausbildung als Volontär in Holstein, studierte er Landwirtschaft an der „Akademie Hohenheim“, der späteren Hochschule Hohenheim, wo er die Grundlagen der sich im 19. Jahrhundert rasch entwickelnden modernen Landwirtschaftswissenschaft kennenlernte. Dort war er 1871 Mitbegründer der „Akademischen Gesellschaft Gemüthlichkeit“, welche später auf sein Betreiben in Corps Germania Hohenheim umbenannt wurde.
Nach dem Studium trat er 1873 seine erste leitende Stelle als Wirtschaftsinspektor auf Gut Hahn im Oldenburger Land an. Er heiratete 1875 Alma de Cousser (1854–1906), die Tochter seines Dienstherrn Adolf de Cousser. Dessen Vater Ritter (Chevalier) Louis Marcel (1775–1854) wurde in den Wirren der Französischen Revolution von 1789 aus seiner nordfranzösischen Heimat als Emigrant nach Oldenburg verschlagen.

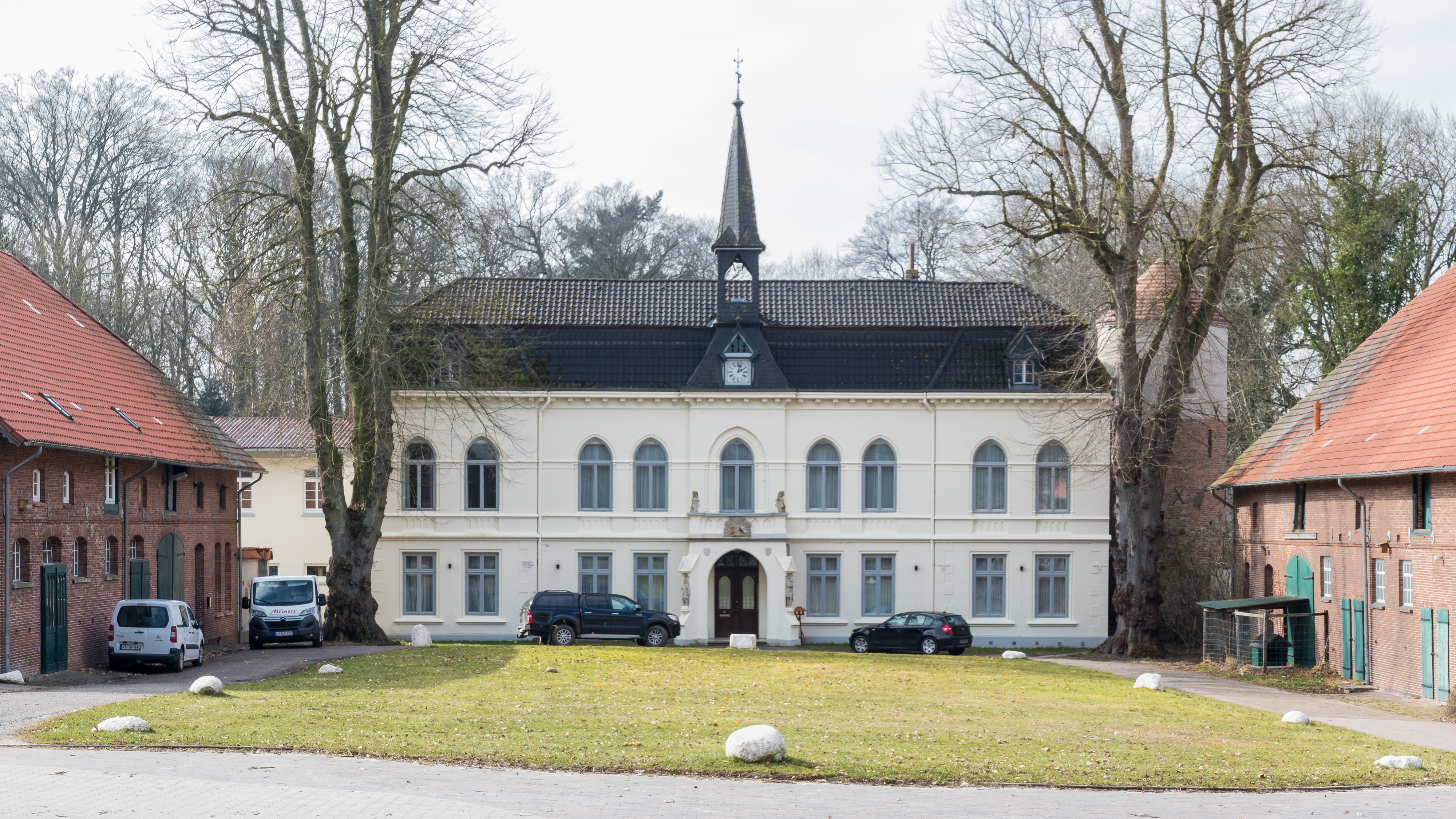
Gut Loy

### Karriere in der Landwirtschaft
John Funch erwarb 1874 für 72.000 Taler die verwahrlosten oldenburgischen Besitzungen Loy und Haus Osterberg im Großherzogtum Oldenburg, insgesamt etwa 250 Hektar, den er in jahrelangen Bemühungen wieder auf die ursprüngliche Größe brachte und durch Neuerwerbungen erweiterte. Durch seine umsichtige Wirtschaftsweise wurde der Gutsbetrieb bald der wichtigste landwirtschaftliche Musterbetrieb Oldenburgs. Schon in den 1880er Jahren konnte Funch auf den internationalen Landwirtschaftsausstellungen in Hamburg, Hannover und Amsterdam die Engländer, deren Landwirtschaft damals als die modernste in Europa galt, mit seinen Schweinezuchten in allen Klassen schlagen. Auch in der Pferde- und Rinderzucht, in der Verbesserung der Acker-, Grünland- und Forstkulturen, schließlich in der Urbarmachung von Heide- und Moorflächen leistete er Vorbildliches für die damalige Zeit. Nach zehnjähriger Tätigkeit konnte er 1885 die Berliner Großausstellung mit bestem Tiermaterial beschicken; ein Sonderzug der Eisenbahn beförderte mit sieben Waggons zwei Bullen, vier Kühe, sechs Ochsen, dazu 37 Schweine zur Reichshauptstadt. Im Jahre 1903 war Funch maßgeblich an der Durchführung der Landwirtschaftlichen Ausstellung in Hannover beteiligt.
1878 wurde Funch Mitbegründer und 1880 Vorsitzender (bis 1886) des Landwirtschaftlichen Vereins Rastede. Außerdem engagierte er sich im Sinne Raiffeisens für das ländliche Genossenschaftswesen, war ab 1883 Mitglied des Zentralvorstands der Oldenburgischen Landwirtschaftsgesellschaft und wurde 1886 als erster Landwirt in der Geschichte der Gesellschaft, die sich schon seit 1818 um die Förderung der heimischen Landwirtschaft bemühte, deren Vorsitzender. Als die Landwirtschaftsgesellschaft 1900 unter seiner aktiven Beteiligung in die neugegründete Landwirtschaftskammer überführt wurde, wählte man ihn zu deren ersten Präsidenten (bis 1915). Weiterhin stand er zwölf Jahre als Abgeordneter im Oldenburgischen Landtag im politischen Leben (1887–1893, 1899–1902, 1908–1911). Funch schloss sich den Nationalliberalen bzw. dem Bund der Landwirte. Im Landtag bekämpfte er als „demokratischer Agrarier“, wie er sich selbst nannte, während der Auseinandersetzungen um die im Großherzogtum Oldenburg einzuschlagende Wirtschaftsentwicklung den „Industrialismus“, eine den bäuerlichen Interessen widersprechende Option für eine ausgeprägte Industrialisierung des Landes.
Als Mitglied des Deutschen Landwirtschaftsrats und Gründungsmitglied der Deutschen Landwirtschafts-Gesellschaft (DLG), deren Vorstands- und später Ehrenmitglied er war, engagierte er sich berufsständisch auch überregional in Deutschland. Für die Jahre 1890 bis 1915 war er Mitglied des Ständigen Ausschusses des Deutschen Landwirtschaftsrates. Im Jahr 1906 erfolgte in Anerkennung seiner Leistungen, die Ernennung zum Geheimen Ökonomie-Rat, ein Titel der ihm als einem der ersten in Deutschland verliehen wurde. Außerdem verlieh ihm Großherzog Friedrich August, dessen Vertrauen Funch genoss und der oft seinen Rat einholte, das Ritterkreuz 1. Klasse des Oldenburgischen Haus- und Verdienstordens. Ein Zeichen der erfolgreichen engen Zusammenarbeit zwischen Herrscherhaus, Staatsregierung und landwirtschaftlicher Selbstverwaltung in der entscheidenden Phase der Oldenburger Landwirtschaftsmodernisierung.

### Engagement für die Hochschule Hohenheim
John Funch erreichte durch seine Intervention bei König Wilhelm II. von Württemberg 1904 die Umbenennung der Akademie zur Hochschule Hohenheim und die Anerkennung der Studiensemester an deutschen Universitäten sowie das spätere Promotionsrecht Hohenheims.
Der „Studentenverband Hohenheim“, der die Interessen aller Hohenheimstudenten gegenüber der späteren Hochschulleitung vertrat, wurde auf seine Anregung hin von den Studentenverbindungen Germania und Württembergia sowie dem größten Teil der nichtkorporierten Studenten 1902 gegründet. Über 40 Jahre führte er als Vorsitzender des Corps Germania die Altherrenschaft in Hohenheim und war an der Gründung des Corps Suevia beteiligt.

### Späte Jahre
Im Ersten Weltkrieg war Funch als Oberst an der Westfront im Einsatz. Nach dem Krieg beendete er seine politische und berufsständische Arbeit, zog sich auf seine Besitzungen in Oldenburg zurück und starb dort am 23. Januar 1935.